# Mercedes Bengoechea
Mercedes Bengoechea Bartolomé (ur. 20 grudnia 1952 w Madrycie) – hiszpańska językoznawczyni. Jej zainteresowania badawcze koncentrują się wokół socjolingwistyki, feminizmu, analizy stylistycznej tekstu literackiego oraz języka polityki i ideologii.
W 1978 r. ukończyła studia z zakresu filologii współczesnej. W 1991 doktoryzowała się w dziedzinie filologii angielskiej. Objęła stanowisko profesora socjolingwistyki na Universidad de Alcalá de Henares.